# Amy L. Bondurant
Amy Laura Bondurant (Union City, 20 de abril de 1951) foi embaixadora dos Estados Unidos na Organização para Cooperação e Desenvolvimento Económico de 5 de dezembro de 1997 até 2001. Bondurant foi a primeira mulher a ocupar esta posição. Ela também foi a primeira mulher a fazer parte do conselho da Rolls-Royce.

## Infância e educação
Bondurant nasceu em Union City, Tennessee, mas cresceu em Hickman, Kentucky. O seu pai era o juiz John C. Bondurant. Ela recebeu um BA em 1973 da Universidade de Kentucky em telecomunicações. Em 1978 ela recebeu o seu doutorado em Direito pelo Washington College of Law da American University.

## Carreira
Ela começou a sua carreira como assistente legislativa do senador Wendell Ford. Ela foi sócia e membro do conselho do escritório de advocacia Verner, Liipfert, Bernhard, McPherson and Hand. Ela foi a primeira mulher a integrar o conselho de administração e o comité executivo da empresa. Em 1993, o então secretário de Transportes Federico Pena nomeou Bondurant para ser a presidente do Comité Consultivo de Transporte Espacial Comercial, onde permaneceu até 1997.

## Vida pessoal
Bondurant é casada com David E. Dunn III e advogada da empresa Patton, Boggs LLP, de Washington, DC. Eles têm um filho.